# Avventure di tre russi e tre inglesi nell'Africa australe
Avventure di tre russi e tre inglesi nell'Africa australe è un romanzo di Jules Verne, la cui azione si svolge nell'Africa meridionale nel 1854. L'opera è stata pubblicata a puntate in Magasin d'Éducation et de Récréation dal 20 novembre 1871 al 5 settembre 1872.

## Trama
Una spedizione composta da tre scienziati russi e tre scienziati inglesi ha la missione di misurare con precisione la lunghezza del meridiano terrestre, attraversando varie zone dell'Africa australe. Tra i due gruppi di scienziati esistono rivalità ma sorgono anche amicizie.

## Edizioni
- Giulio Verne, Avventure di tre russi e tre inglesi nell'Africa Australe, illustrato con 53 incisioni, Milano, Tipografia Editrice Lombarda, 1873. - Paolo Carrara, Milano, 1904
- Tre russi e tre inglesi nell'Africa Australe, traduzione di Francesco Perri, Milano-Messina, Principato, 1950.
- Una città galleggiante. Avventure di tre russi e tre inglesi nell'Africa Australe, traduzione di P. Foretti, Collana Corticelli-Hetzel n.96, Milano, Mursia, 1967.